# Joachim Friedrich (Brandenburg)

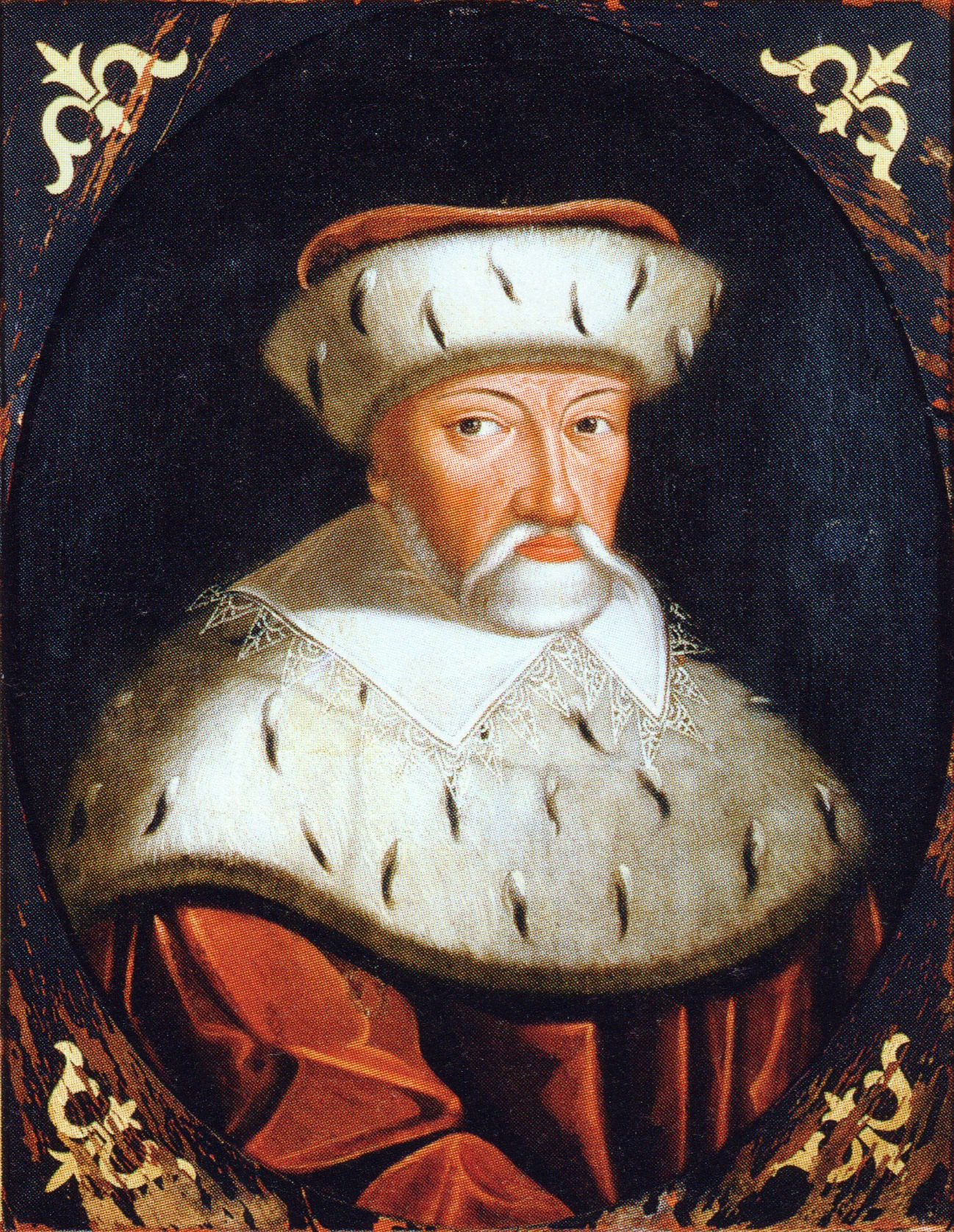
Kurfürst Joachim Friedrich, Ölgemälde eines unbekannten Künstlers um 1600

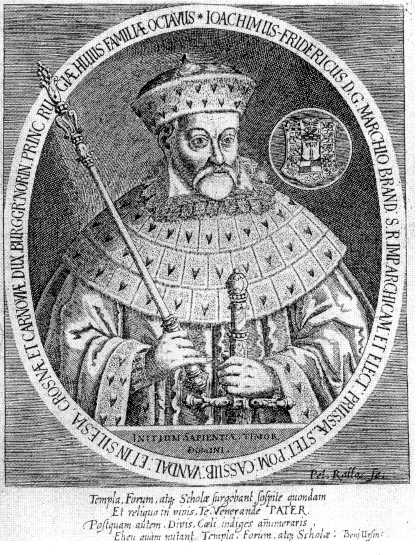
Kurfürst Joachim Friedrich mit seinen Titeln, zeitgenössischer Kupferstich

Joachim Friedrich von Brandenburg (* 27. Januar 1546 in Cölln; † 18. Juli 1608 nahe Köpenick) aus dem Hause Hohenzollern war als Sohn von Kurfürst Johann Georg von 1598 bis 1608 „Markgraf von Brandenburg, Erz-Kämmerer und Kurfürst des Heiligen Römischen Reichs, zu Stettin, in Preußen, der Kassuben und Wenden, Pommern, Herzog von Jaegerndorf und Herzog von Crossen, Burggraf von Nürnberg und Fürst von Rügen“. Ab 1603 war er in Nachfolge Georg Friedrichs von Brandenburg-Kulmbach und Brandenburg-Ansbach Administrator des Herzogtums Preußen.

## Leben

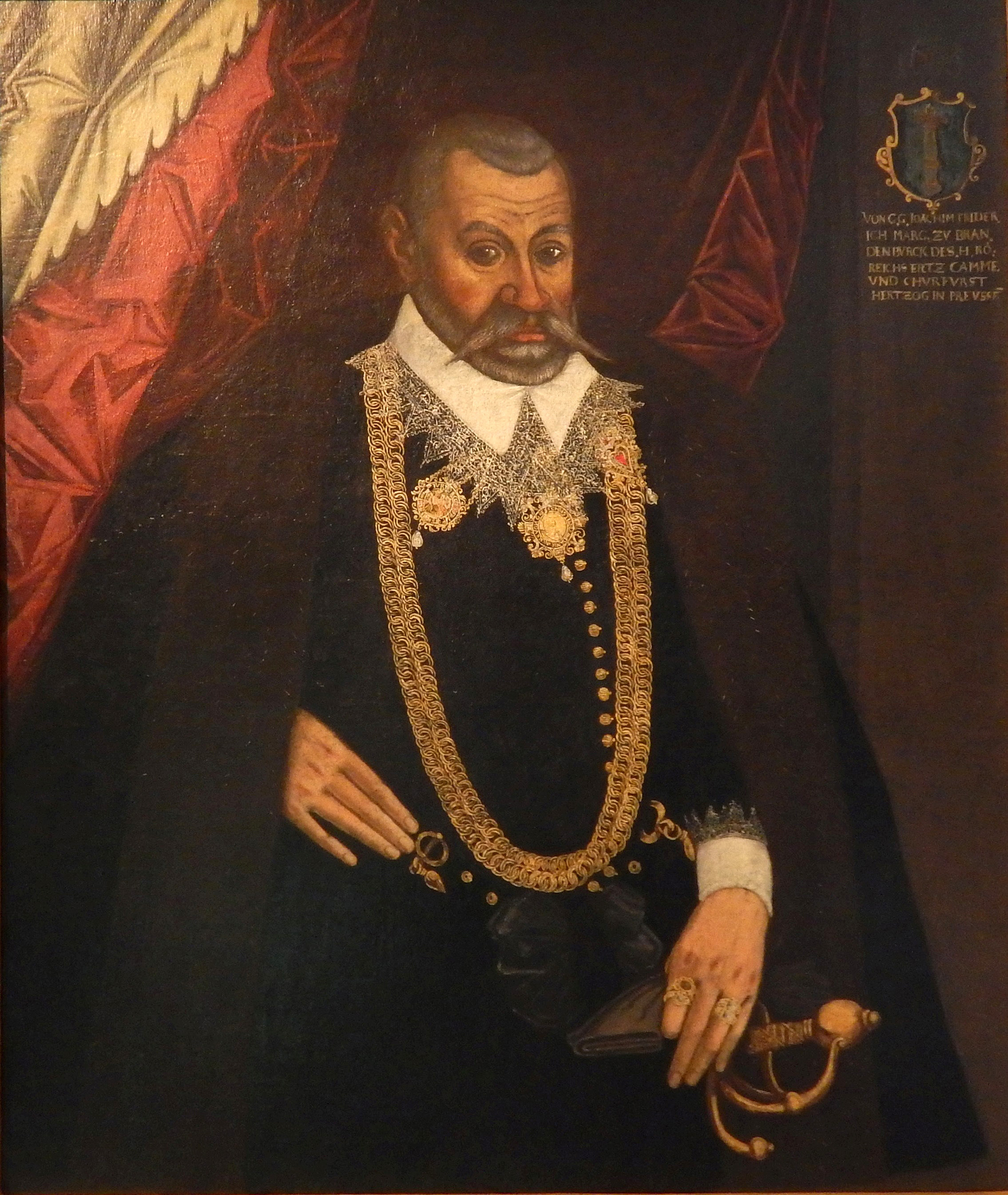
Joachim Friedrich, zeitgenössisches Ölgemälde eines unbekannten Künstlers

Er stammt aus der ersten Ehe seines Vaters Johann Georg von Brandenburg mit Sophia von Liegnitz. Während der Regierungszeit seines Vaters war Joachim Friedrich ab 1566 Erwählter Erzbischof des Erzbistums Magdeburg. Er unterzeichnete als solcher die Konkordienformel von 1577 und das Konkordienbuch von 1580. Er wurde auf dem Hintergrund des Reservatum ecclesiasticum in dieser Funktion aber weder vom Papst anerkannt noch vom Kaiser mit einem Lehen ausgestattet. Der mit dem Erzstift verbundene Sitz im Reichstag wurde ihm von den katholischen Reichsständen verwehrt, was wiederum zur Folge hatte, dass er nicht Mitglied einer Revisionskommission des Reichskammergerichts wurde und das Gericht deshalb nahezu handlungsunfähig wurde.
Als er 52-jährig die Regierung des Kurfürstentums übernahm, leitete er keine grundlegenden Veränderungen ein. 1599 ließ er bei Driesen in der Neumark vergeblich nach Metallvorkommen suchen. 1601 ließ er auf Burg Grimnitz in Joachimsthal die erste Glashütte der Mark Brandenburg errichten, dafür kamen Handwerker aus Böhmen. 1602 wurde Driesen zur Festung ausgebaut. 1603 erließ er die Order, mit dem Finowkanal eine künstliche Wasserstraße zwischen Oder und Havel zu bauen. Dieser erste Finowkanal wurde jedoch im Dreißigjährigen Krieg zerstört. 1604 gründete er außerdem den Geheimen Rat zu Cölln als oberste Verwaltungsbehörde in Brandenburg-Preußen.

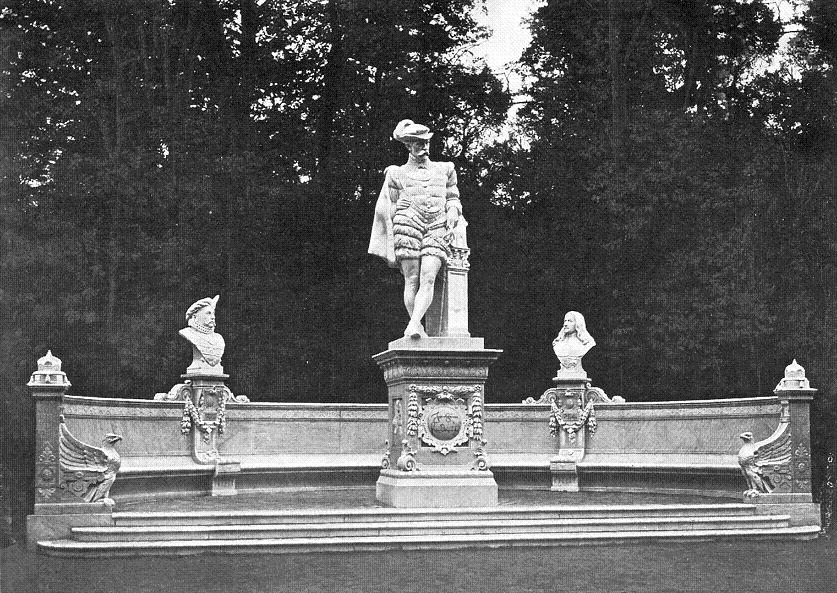
Denkmal in der Berliner Siegesallee aus dem Jahr 1900

Joachim Friedrich erhielt nach dem Tod des kinderlosen fränkischen Hohenzollern Georg Friedrich das schlesische Herzogtum Jägerndorf 1603 aufgrund einer Schenkungsurkunde übertragen. Er vermachte es 1606 seinem Sohn Johann Georg. Den Besitzansprüchen der Hohenzollern standen konfliktträchtige kaiserlich-habsburgische Ansprüche gegenüber, nach denen die schlesischen Gebiete mit dem Absterben der fränkischen Hohenzollern als heimgefallen angesehen wurden.
Joachim Friedrich gründete 1607 in Joachimsthal das Joachimsthalsche Gymnasium.
Joachim Friedrich starb auf einer Fahrt von Storkow nach Berlin in der Köllnischen Heide an einem Schlaganfall. Hier wurden ab 1713 mehrere Denkmäler an gleicher Stelle für ihn errichtet, die heute nicht mehr vorhanden sind. Seine letzte Ruhestätte befindet sich in der Hohenzollerngruft des Berliner Doms. Sein erstgeborener Sohn Johann Sigismund folgte ihm als Kurfürst.
Das große Denkmal für Joachim Friedrich von Norbert Pfretzschner in der Siegesallee in Berlin wurde im Zweiten Weltkrieg zerstört. Ein Denkmal des Kurfürsten ist seit dem 28. Mai 2006 auf dem Joachimsplatz in Joachimsthal zu sehen.
Im Kontext des Kurfürstendamms wurde auch nach ihm 1892 eine größere Querstraße benannt.

## Ehen und Nachkommen
Am 8. Januar 1570 heiratete er in erster Ehe Katharina von Brandenburg-Küstrin (1549–1602). Mit ihr hatte er elf Kinder:
- Johann Sigismund (1572–1620), Kurfürst von Brandenburg, ⚭ 1594 Prinzessin Anna von Preußen (1576–1625);
- Anna Katharina (1575–1612), ⚭ 1597 König Christian IV. von Dänemark und Norwegen (1577–1648);
- Tochter (*/† 1576);
- Johann Georg (1577–1624), Herzog von Jägerndorf, ⚭ 1610 Prinzessin Eva Christine von Württemberg (1590–1657);
- August Friedrich (1580–1601);
- Albrecht Friedrich (1582–1600);
- Joachim (1583–1600);
- Ernst (1583–1613);
- Barbara Sophie (1584–1636), ⚭ 1609 Herzog Johann Friedrich von Württemberg (1582–1628);
- Tochter (*/† 1585/86);
- Christian Wilhelm (1587–1665), Erzbischof und Administrator von Magdeburg, ⚭ (1) 1615 Prinzessin Dorothea von Braunschweig-Wolfenbüttel (1596–1643), ⚭ (2) 1650 Gräfin Barbara Eusebia von Martinitz († 1656), ⚭ (3) 1657 Gräfin Maximiliane von Salm-Neuburg (1608–1663).

Am 2. November 1603 heiratete er in zweiter Ehe Eleonore von Preußen (1583–1607), Tochter von Herzog Albrecht Friedrich von Preußen. Mit ihr hatte er eine Tochter:
- Marie Eleonore (1607–1675), ⚭ 1631 Pfalzgraf Ludwig Philipp von Simmern (1602–1655).